# Stephen Desberg
Stephen Desberg est un scénariste de bande dessinée belge, né le 10 septembre 1954 à Ixelles (province de Brabant). Il est spécialement connu pour ses séries Le Scorpion, IR$, L'Étoile du désert, Empire USA et Cassio.

## Biographie

### Jeunesse et formation
Stephen Desberg naît le 10 septembre 1954 à Ixelles, une commune bruxelloise. Il est issu d'un père américain, avocat de formation originaire de Cleveland, et d'une mère française. Ses parents se sont rencontrés à Paris sous la libération, en pleine Seconde Guerre mondiale, alors que le père, officier américain, prenait les cours de français auprès d'une enseignante à la Sorbonne, qui sera la mère de Stephen. Ensemble, avec sa grande sœur et son frère Philippe Emmanuel, ils s'installent en Belgique où le père décroche un contrat à la Metro-Goldwyn-Mayer, en tant que représentant pour la distribution des films dans le Benelux, grâce aux relations de son grand-père qui possédait une salle de cinéma à Cleveland.
Il grandit devant les films américains et lit le journal de Spirou où il découvre Les Aventures de Jean Valhardi, de Marc Dacier, de Buck Danny, de Lucky Luke et les œuvres signées Raymond Macherot… ainsi que, bien plus tard, le journal de Tintin.
Il a pour ami d'enfance Johan De Moor, un condisciple avec lequel il partage le goût de la musique classique et va à la chorale du Collège Saint-Pierre d'Uccle — où il fait ses études secondaires — et en concerts,.

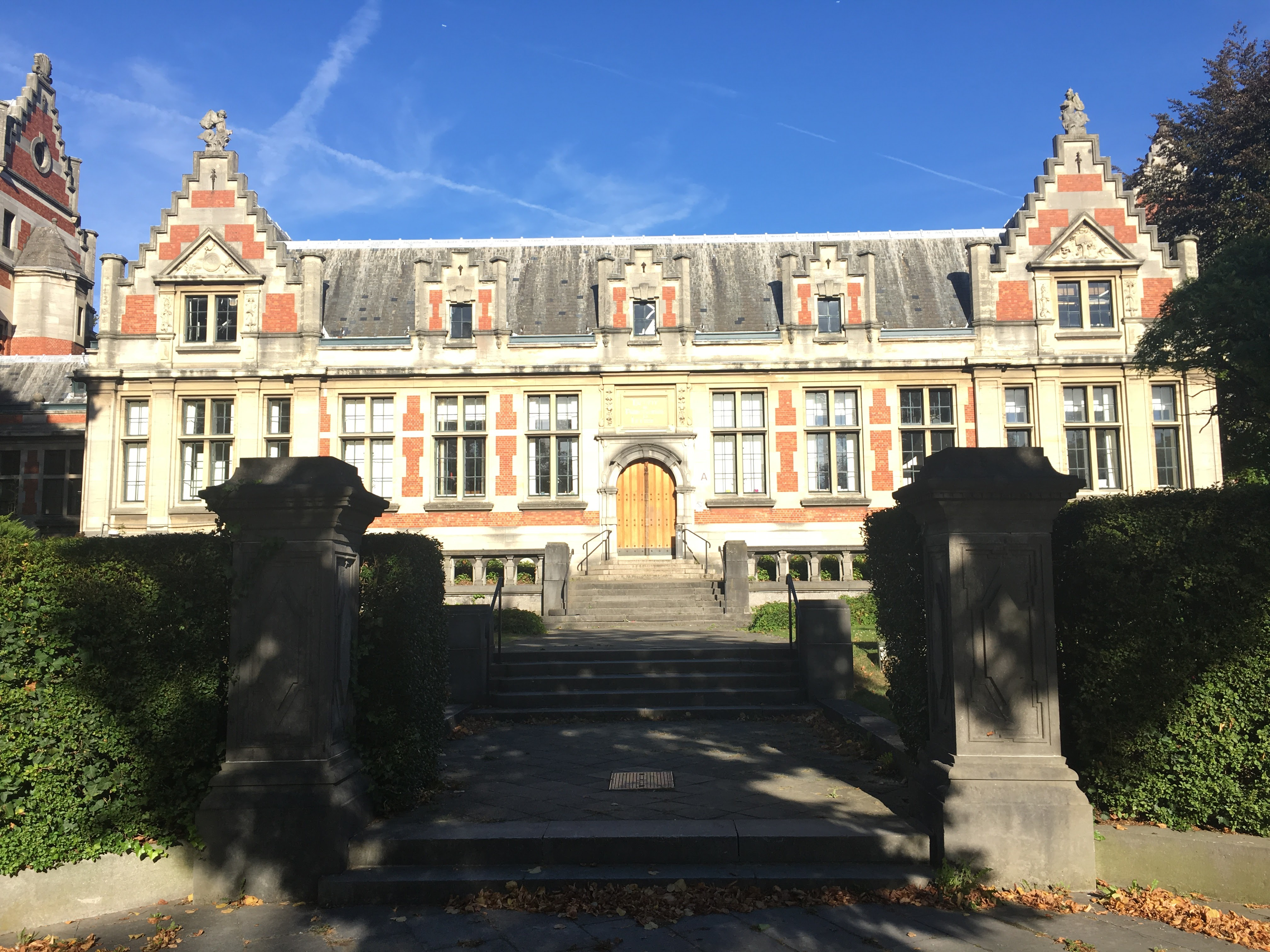
L'Université libre de Bruxelles, à laquelle s’est inscrit Stephen Desberg.

Après deux ans d'études, il s'inscrit à l'Université libre de Bruxelles sans rester jusqu'au bout. Il fréquente la librairie de Michel Deligne, dont il devient un habitué dans les années 1970. Ce libraire publie un prozine Curiosity Magazine, aidé par une petite équipe formée par Daniel Depessemier, Alain Van Passen et d'autres amateurs de bande dessinée. Desberg raconte : « Pour ce journal, il m’a commandé un scénario de quatre à cinq pages. Puis il m’a emmené chez Maurice Tillieux qui était un familier de la maison. Tillieux a lu mon scénario et il m’a rappelé pour me proposer de faire des projets pour Jess Long, puis pour Tif et Tondu. J’ai vraiment fait mon écolage avec lui. Au départ, je ne faisais que le synopsis puis des scénarios plus élaborés. Il était très dur. Au bout d’un moment, après trente-six essais, il a accepté un scénario : Le Gouffre interdit, une aventure de Tif et Tondu. En fait, il me l’a acheté et il l’a complètement retravaillé. J’ai bien dû accepter, mais à la condition de pouvoir tenter de faire mieux sur une nouvelle expérience. Cette deuxième fois se passe sans problème, et au troisième scénario, il m’a dit : “C’est bon, vous pouvez voler de vos propres ailes”. »

### Débuts de scénariste chez Dupuis (années 1970)
Après une relecture avec Maurice Tillieux, l'histoire Le Gouffre interdit de Tif et Tondu paraît dans le journal Spirou du no 2046 en 1977. Dans la même année, pour le même journal, Desberg crée les personnages Clovis, Roburite et Molok dans un récit complet de six pages intitulé L’Auberge "in" pour Hugues Servé et rédige Les Hommes des bois pour la série Aurore et Ulysse de Pierre Seron.
Toujours pour ce dernier, en 1978, il poursuit deux nouvelles narrations à suivre d'Aurore et Ulysse, dont Le Trophée du bestiaire et Trésor de guerre, ainsi que Le Pirate des campagnes pour un récit des Petits Hommes. Il achève deux histoires complètes, La Porte condamnée et Le Nabot maudit pour Mic Mac Adam d'André Benn, ainsi que Les Passe-montagnes de Tif et Tondu et d'autres publications comme Jules et Gilles, Le Fantôme d’Hérode pour Éric Maltaite ; Triste Histoire d’un gars à la coule pour Maurice Tillieux ; Tentacules à la provençale pour Will Maltaite.
Dans cette même année, il écrit La Dernière Île pour Vega de Felicisimo Coria, publiée dans le journal de Tintin.
En 1979, pour Spirou, il envoie deux récits à suivre : Le Vol du transgalaxic–express, Opération chamboise et un complet de sept pages, Le Blouson noir de ces dames pour la Famille Hérodius d'Éric Maltaite ; Le Passeur des morts, Le Bois maudit et Les Étranges Visites de Mister Wax pour les aventures de Mic Mac Adam ; L’Étoile du Nord d'Aurore et Ulysse ; le récit complet de Pantoufle de Raymond Macherot ; le complet de cinq pages Le Cuisinier de l’apocalypse pour Clovis, Roburite et Molok ; un Soucoupes à la provençale pour Will Maltaite.
Parallèlement, il participe à d'autres projets. Pour le journal Tintin, le dessinateur Felicisimo Coria reçoit ses récits pour son Vega : le récit complet de huit pages La Terre interdite et le récit à suivre Le Conquistador perdu.
Par ailleurs, à Bruxelles, les amis de Stephen Desberg et Éric Maltaite regardent ensemble des films au cinéma — précisément des films d’aventures, de séries B et d'espionnage, notamment avec James Bond - et, un jour, Will leur fait savoir que « […] dans Spirou, il n’y a pas d’histoires d’espionnage, pourquoi n’allez-vous pas dans cette voie-là ? ». Ainsi créent-ils ensemble l’agent secret 421, d'esprit initialement « jamesbondistique », avant de le présenter à Alain De Kuyssche, qui était alors rédacteur en chef du journal.
À la fin de cette décennie 1970, il succède officiellement à Tillieux comme nouveau scénariste de Tif et Tondu. Le tome 28, intitulé Métamorphoses, sort en juillet 1980.

### Créateur de séries jeunesse (années 1980)
Stephen Desberg est à la fois repreneur de séries et créateur.
Après la publication d’un récit complet de quatre pages intitulé Les Tueurs de la cité oubliée avec Felicisimo Coria dans Tintin, il écrit pour Spirou la première aventure 421 contre la silhouette en compagnie d’Éric Maltaite et un conte d'une nouvelle série, Mic Mac Adam avec le dessinateur André Benn en janvier 1980.
Il y continue à écrire un récit complet de sept pages sans titre issu de La Famille Hérodius d'Éric Maltaite en mai, son deuxième Tif et Tondu en scénariste solo, Le Sanctuaire oublié, toujours aux côtés de Will Maltaite, publiée en juin et Le Tyran de Midnight Cross de Mic Mac Adam en août de la même année.
Entre-temps, pour le journal de Tintin, il envoie un récit de onze pages de la série Youka de Roland Gremet et une seconde aventure 421 contre la silhouette et L'Épave et les millions du célèbre agent 421 pour le magazine Spirou de septembre, ainsi qu’un récit de neuf pages La Corde sensible du Petit Piotre avec Stéphan Colman en décembre.
À la fin des années 1980, il quitte plusieurs séries : après 12 albums, il arrête de scénariser Tif et Tondu, passant la main à Denis Lapière ; Mac Adam s'arrête après 5 tomes (un 6e sort en 2000, regroupant des histoires courtes non publiées en album) ; 421 dure un peu plus longtemps, son dixième et dernier album étant publié en 1992.
En 1990, il signe avec Will Maltaite au dessin un one-shot racontant une histoire se déroulant durant la Seconde Guerre Mondiale, La 27e Lettre, dans la collection « Aire libre » chez Dupuis. Pour cet éditeur, il lance deux séries jeunesse.

### Le succèsBilly the Cat(années 1990)

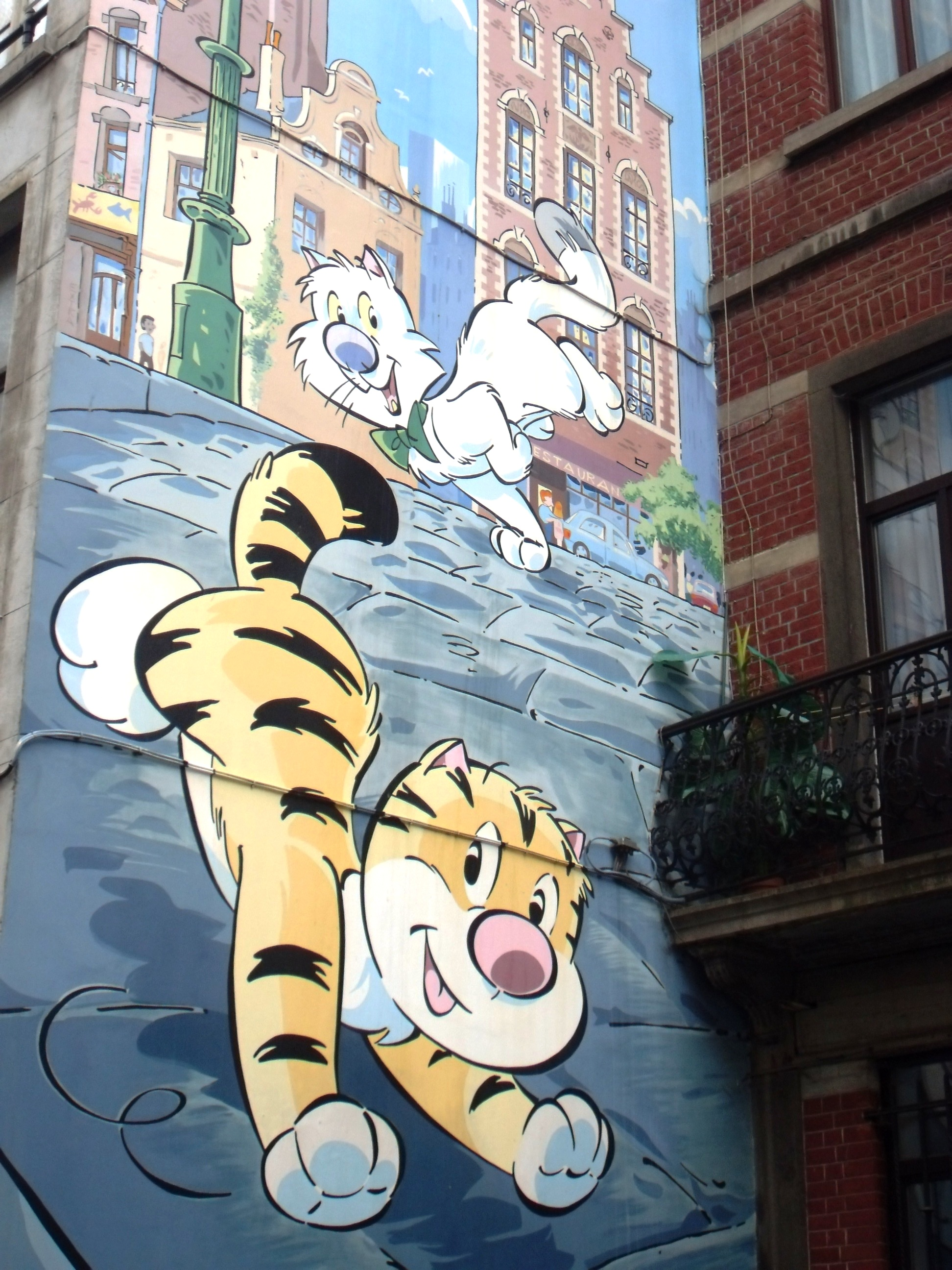
Fresque murale représentant Billy the Cat dans la rue d'Ophem à Bruxelles.

En 1990, débutent d'une part les aventures de Jimmy Tousseul, jeune homme vivant en Afrique, dessinées par Daniel Desorgher ; puis celles de Billy, jeune garçon turbulent transformé en chat après une mort accidentelle brutale. Cette nouvelle série, intitulée Billy the Cat est dessinée par Stéphan Colman. Après une histoire courte, une version longue et redessinée et publiée en 1990 : Dans la Peau d'un chat, le premier album de la série, se voit récompenser du prix Alph-Art jeunesse au Festival d'Angoulême en fin janvier 1991.
Parallèlement à ce succès critique et commercial, Stephen Desberg scénarise une autre série, à la diffusion plus confidentielle : La Vache, série d'enquêtes humoristiques publiée par Casterman entre 1992 et 1999.
Il opère un virage vers des thèmes plus adultes : en 1993, avec Will Maltaite, il réalise deux albums pour P&T Productions : le one-shot L'Appel de l'Enfer, puis une tentative de série, Carmen Lamour, dont le premier tome, Kongo, localise l'action en Afrique.
En 1996, Desberg lance sa première série pour jeunes adultes : Le Sang noir, dessinée par Bernard Vrancken, raconte le parcours d'un jeune homme né d'une mère noire dans les Antilles, tentant de se faire une place dans la haute société du XIXe siècle. Quatre tomes sont publiés jusqu'en 1999.
Cette même année, en raison d'une lassitude générée par des divergences de points de vue avec Desberg, qui s'éloigne de plus en plus de la littérature jeunesse, le dessinateur Stéphan Colman arrête de dessiner Billy the Cat au bout du sixième album, malgré le succès critique et commercial.
Georges Oreopoulos et David Vandegeerde de la société Art Mural rendent hommage aux deux auteurs en réalisant, en juillet 2000, la fresque murale Billy the Cat d'environ 35 m2 dans la rue d'Ophem à Bruxelles.
La même année, il conclut Jimmy Tousseul avec un douzième album intitulé Au revoir, Jimmy. Il se consacre ensuite à plusieurs séries pour adultes.

### Thrillers à succès (années 2000)
En 1996, Stephen Desberg entame une collaboration avec le dessinateur Enrico Marini.
Après le diptyque western L'Étoile du désert chez Dargaud, les deux auteurs créent ensemble une série « de cape et d'épée » intitulée Le Scorpion pour le même éditeur. Partant d'abord sur une adaptation des Trois Mousquetaires d'Alexandre Dumas, ils prennent finalement la décision de se détacher de ce récit et Stephen Desberg commence l'écriture du premier album La Marque du diable, dont il soumet le scénario à Enrico Marini qui, très occupé par ses propres séries, repousse de quelques mois la réalisation des premiers croquis, qu'il commence en 1997. Le premier tome La Marque du diable sort en octobre 2000.
Parallèlement, il s'investit dans plusieurs projets : pour Casterman, il signe les quatre tomes du Cercle des Sentinelles, qui aborde la décolonisation en Inde (1998-2000), ainsi que le diptyque Le Crépuscule des Anges (1998-1999) ; chez Le Lombard, il lance une nouvelle série, sur fond d'espionnage dans le milieu de la finance, IR$, pour laquelle il retrouve Bernard Vrancken au dessin.
Chez Glénat, en 2001, il lance une série contemporaine dans le monde de la mafia, Tosca, qui s'arrête cette fois au bout de 3 albums.
Côté BD jeunesse, l'éditeur Le Lombard lui confie d'anciennes séries : La Vache revient sous le nom de Lait Entier le temps de deux albums (2001-2002) ; puis Les Nouvelles Aventures de Jimmy Tousseul durent trois albums (2004-2008) ; enfin, il signe Le Dernier Livre de la Jungle, prolongement de l'univers de Rudyard Kipling. Pour Dargaud, il s'essaie à la science-fiction en écrivant la série Mayam. Celle-ci reste inachevée, avec quatre tomes publiés entre 2003 et 2007.
Parallèlement, il quitte peu à peu Billy the Cat : après avoir travaillé avec le dessinateur roumain Marco sur un septième tome composé d'histoires courtes - La Bande à Billy (2002) - Stéphan Colman lui-même lui conseille d’engager Peral, qui travaillait sur les illustrations publicitaires avec Olivier Saive. Peral devient donc le dessinateur officiel à partir de la huitième aventure, La Vie de Chaton (2003). Desberg quitte ses fonctions de scénariste en plein milieu de l'élaboration d'un neuvième tome. Il confie les quinze premières planches de Monsieur Papa à Jean-Louis Janssens, avec pour seule consigne de mener Billy à une réconciliation avec son père. La série connaît deux autres albums en 2006 et 2007 sous la houlette du tandem Janssens-Peral, avant d'être arrêtée par les éditions Dupuis.
Il se concentre sur une veine thriller/réaliste pour plusieurs éditeurs : il lance Black Op chez Dargaud (8 tomes de 2005 à 2014) ; Rafales chez Le Lombard (4 tomes, 2005-2008) ; chez Bamboo, il écrit Sienna (4 tomes, 2008-2014). Cassio l'amène dans la Rome antique (9 tomes, 2007 à 2015).
En 2008, il se lance avec le dessinateur Alain Mounier dans une série télévisée sous forme de bande dessinée, chez Dargaud : chaque mois, de septembre à décembre 2008 sort un tome de Empire USA. La saison 2 se compose également de six albums sortis fin 2011.
En 2009, il revient chez Dupuis pour signer les deux tomes d'heroic fantasy Anges et Diablesses, sur un dessin de Marc Hardy.
En janvier 2011, Lena Lutaud du Figaro le présente comme l'un des auteurs ayant vendu plus grand nombre d'albums en 2010, dans le classement des scénaristes et dessinateurs dont il est au dixième rang avec 412 000 exemplaires tels que Le Scorpion, I.R.$. All Watcher, Black Op, L'Étoile du désert, Empire USA et Cassio.
Durant les années 2010, le scénariste se diversifie, chez l'éditeur Le Lombard.

### Diversification chez Le Lombard (années 2010)
Ainsi, si en 2010, Stephen Desberg lance la série dérivée I.R.$. All Watcher et qu'entre 2013 et 2014, il écrit les quatre tomes de la série dérivée IRS Team, centrée sur le milieu du football, il explore en parallèle d'autres genres.
Il collabore avec le dessinateur Griffo pour deux séries historiques : d'abord Sherman (8 tomes, 2011-2018), puis la série Golden Dogs, qui se déroule à Londres en 1820 (4 tomes, 2014-2015). Parallèlement, il signe le polar glamour 60s Miss Octobre (4 tomes, 2012-2015) et lance une série d'action centrée sur un chasseur de primes, John Tiffany (2 albums, 2013-2014) ; en 2015, il signe le one-shot Bagdad Inc., thriller d'action géopolitique ; la même année, il retrouve Bernard Vrancken pour le diptyque d'heroic fantasy Hell.
Cette même année, il lance deux séries qui ne dépassent pas le premier tome : Les Mille et autres nuits, puis, chez Dargaud, Le Rédempteur.
En 2016, il donne une suite à L'Étoile du désert sous la forme d'un nouveau diptyque, avec un nouveau dessinateur, Hugues Labiano.
En 2017, sur une idée de son épouse, l’auteur se lance dans une aventure animalière, Jack Wolfgang, qui sort en juin 2017 avec le dessinateur Henri Reculé et la coloriste Kattrin. Toujours chez Le Lombard, aux côtés de Claude Moniquet, il présente en septembre 2017 un thriller d’espionnage Deux Hommes en guerre face un complot politique, avec le dessinateur Jef.
Ayant entendu la « grande frustration » de Griffo, quelques années auparavant, au temps des Sherman et Golden Dogs, il rencontre Jean Van Hamme et se propose de reprendre la série dystopique SOS Bonheur, créée par ce dernier et par Griffo au début des années 1980 : « trois histoires complètes, ainsi que les résumés des trois autres ». Validées, toujours avec Griffo en tant que dessinateur, le premier tome sans titre de la seconde saison est édité en novembre 2017 avec la préface signée Jean Van Hamme.
En 2018, pour l'éditeur Paquet, il mêle univers médiéval et fantastique avec une nouvelle série, Shayne.

### Années 2020
En 2020, il écrit le diptyque de science-fiction Oliver Page et les tueurs de temps pour Griffo. De 2020 à 2022, il écrit le triptyque Le Lion de Judah pour Hugues Labiano. Il écrit le diptyque Les Rivières du passé où il mêle l'histoire des religions et la fantasy pour Yannick Corboz (2021-2022). Il lance la série animalière Ecoline avec Teresa Martínez (2 volumes en 2023). Toujours en fantasy, il lance en 2022 la série The ex-People avec le dessinateur Alexander Utkin (2 volumes en 2024).  
Il sort également plusieurs one shots : Les Anges d'Auschwitz, où il cultive le travail de mémoire, dessiné par Emilio Van der Zuiden (2020) ; Aimer pour deux dessiné par le même (2021). Il publie le récit fantastique Volage - Chronique des enfers avec Tony Sandoval et Sauvages animaux, avec Johan De Moor en 2022. Avec Vrancken, il sort un récit de guerre : Les Enfants du ciel ainsi qu'une bande dessinée historique : L'Héritage Wagner avec Van der Zuiden en 2023. Il reforme le duo avec Teresa Martinez pour Betsy, un one shot jeunesse en 2025.

## Œuvres

### One shots
- La 27e Lettre[35], Dupuis, coll. « Aire libre », Marcinelle, juin 1990
Scénario : Stephen Desberg - Dessin et couleurs : Will Maltaite - (ISBN 2-8001-1757-5)
- L'Appel de l'enfer, P&T Productions, décembre 1993
Scénario : Stephen Desberg - Dessin et couleurs : Will - (ISBN 2-87265-018-0)
- Bagdad Inc.[36],[37], Le Lombard, coll. « Troisième vague », Bruxelles, septembre 2015
Scénario : Stephen Desberg - Dessin : Thomas Legrain - Couleurs : Benoît Bekaert, Elvire De Cock et Thomas Legrain - (ISBN 978-2-8036-3582-5)
- C'est fou le foot sans les règles, Pictoris studio, mai 1998
Scénario : Stephen Desberg - Dessin et couleurs : - (ISBN 2-84153-100-7)
- Carmen Lamour : Kongo, P&T Productions, Bruxelles, janvier 1993
Scénario : Stephen Desberg - Dessin : Éric Maltaite - Couleurs : Anne-Marie D'Authenay - (ISBN 2-87265-021-0)
- Envahisseurs sur Janus, Éditions Michel Deligne, janvier 1981
Scénario : Stephen Desberg - Dessin : Xavier Musquera
- Le Jardin des désirs, Dupuis, coll. « Aire libre », Marcinelle, novembre 1988
Scénario : Stephen Desberg - Dessin et couleurs : Will - (ISBN 2-8001-1645-5)
- Trilogie avec dames, Dupuis, coll. « Aire libre », Marcinelle, octobre 2007
Scénario : Stephen Desberg - Dessin et couleurs : Will - (ISBN 978-2-8001-3999-9)
- Volage : Chronique des Enfers[29],[38], Daniel Maghen, Paris, 18 février 2022
Scénario : Stephen Desberg - Dessin et couleurs : Tony Sandoval -  (ISBN 9782356741042)
- Les Enfants du ciel[39],[32], Daniel Maghen, Paris, 21 septembre 2023
Scénario : Stephen Desberg - Dessin : Bernard Vrancken - Couleurs : Colette Vercauter -  (ISBN 9782356741103)
- Betsy[40],[34],[41], Delcourt, coll. « Jeunesse », Paris, 16 avril 2025
Scénario : Stephen Desberg - Dessin et couleurs : Teresa Martínez -  (ISBN 978-2-413-08331-3)

## Distinctions

### Récompenses
- 1990 :  prix du meilleur scénario décerné par la Chambre belge des experts en bande dessinée[109] pour La 27e Lettre ;
- :  Festival d'Angoulême 1991 : Alph-Art jeunesse pour Dans la peau d'un chat, avec Stéphan Colman ;
- :  Festival d'Angoulême 1995 : Alph-Art humour pour l'album La Vache, avec Johan De Moor ;
- :  Festival de Canal BD 1997 : prix des libraires de bande dessinée pour L'Étoile du désert, avec Enrico Marini.

### Nominations
- :  Festival d'Angoulême 2003 : Alph-Art du public pour Le Scorpion, avec Enrico Marini
- :  Festival d'Angoulême 2005 : prix Jeunesse pour Le Scorpion, avec Enrico Marini.

#### Livres
: document utilisé comme source pour la rédaction de cet article.
- Jean Pirotte (dir.) et Luc Courtois, Du régional à l'universel. : L'imaginaire wallon dans la bande dessinée., Louvain-la-Neuve, Fondation wallonne Pierre-Marie et Jean-François Humblet, 1999, 310 p. (ISBN 978-2-9600072-3-7 et 2960007239, OCLC 1075833932), p. 218 lire sur Google Livres
- Jacques Fiérain, « Desberg, Stephen », dans La BD à Bruxelles et en Brabant, Charleroi, Éd. l'Âge d'or, avril 2003, 144 p., ill. ; 31 cm (ISBN 9782960119664 et 2960119665, OCLC 470388171, présentation en ligne), p. 38.
- Patrick Gaumer, « Desberg, Stephen », dans Dictionnaire mondial de la BD, Paris, Larousse, 2010, 953 p., ill. ; 27 cm (ISBN 978-2-0358-4331-9 et 2-0358-4331-6, OCLC 920924930, présentation en ligne), p. 246-247. .

#### Périodiques
- Frédéric Bosser, « Stephen Desberg : Le bonheur, c'est ici ! », dBD, no 119,‎ décembre 2017-janvier 2018, p. 94-97.

#### Interviews (dans l'ordre chronologique)
- Stephen Desberg (int. par Jean-Marc Vidal), « De Saint-Père en fisc », BoDoï, no 54,‎ juillet 2002, p. 32-37.
- Stephen Desberg (interviewé par Didier Pasamonik), « Stephen Desberg : « Le style me touche moins que les idées » », ActuaBD,‎ 15 décembre 2003 (lire en ligne, consulté le 15 mars 2024).
- Stephen Desberg (interviewé) et Frédéric Bosser, « Desberg en rafales. Dossier : les univers de Desberg », dBD, no 4,‎ juillet-août 2006, p. 46-67.
- Stephen Desberg et Griffo (interviewés par Frédéric Bosser), « Série en cours : Desberg et Griffo - Une page d'histoire s'ouvre... », dBD, no 53,‎ mai 2011, p. 52-56.
- Stephen Desberg (int.), Hugues Labiano (int.) et Marius Jouanny, « Le Lion de Judah : Desberg vire de bord », Casemate, no 131,‎ décembre 2019, p. 32-37.
- Stephen Desberg (interviewé par Charles-Louis Detournay), « Stephen Desberg : « La série Les Rivières du passé illustre symboliquement mon passage à une écriture plus libérée » », ActuaBD,‎ 8 février 2021 (lire en ligne, consulté le 21 février 2025).

### Vidéographie
- [vidéo] « Stephen Desberg et Bernard Vrancken en interview pour planetebd.com », sur YouTube, 19 novembre 2023